# Józef Kossecki

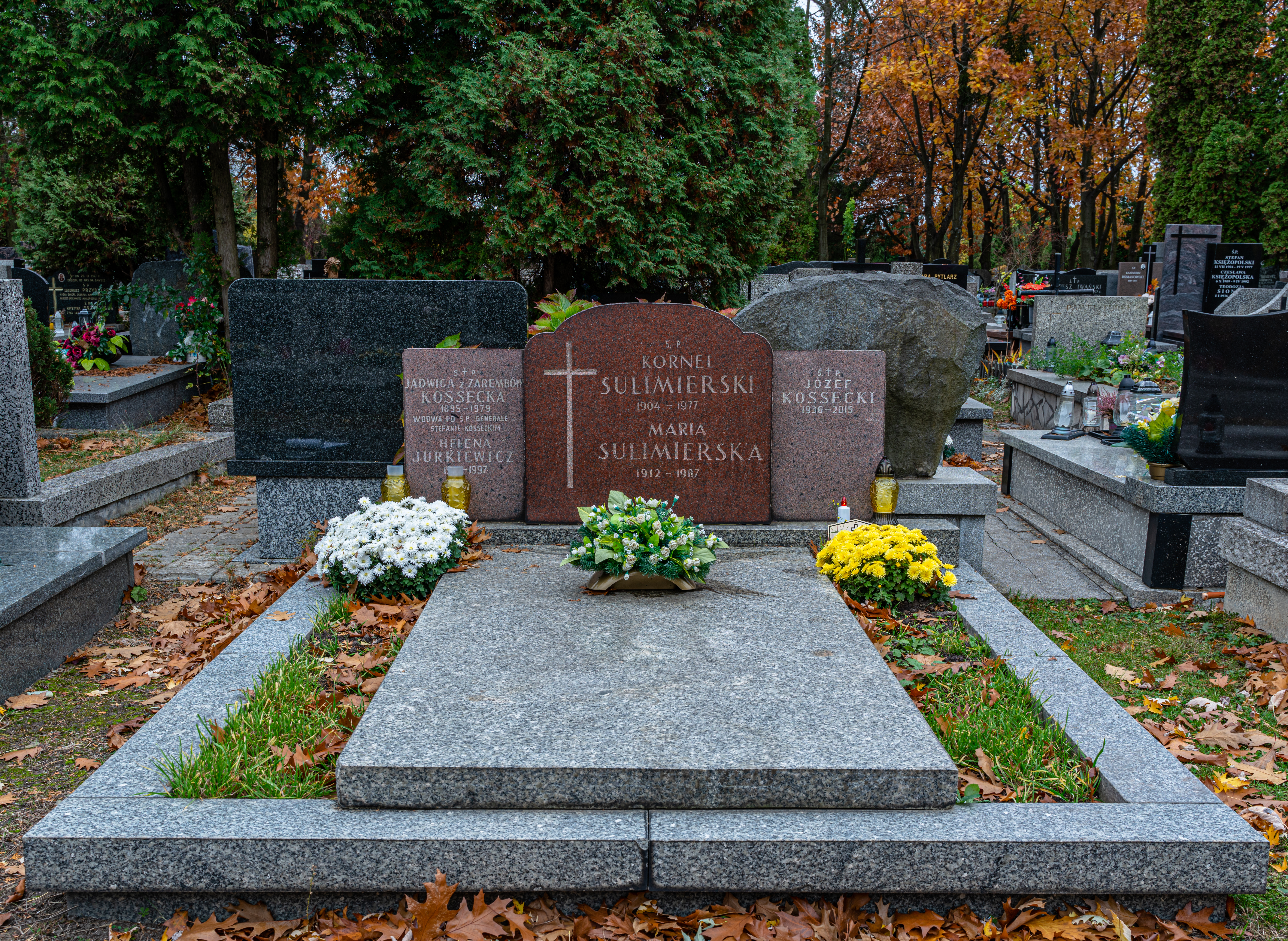
Grób Józefa Kosseckiego na cmentarzu komunalnym Północnym w Warszawie

Józef Maria Stefan Ferdynand Kossecki (ur. 18 stycznia 1936 w Kaliszu, zm. 18 listopada 2015 w Warszawie) – polski inżynier, politolog, cybernetyk społeczny, dziennikarz, publicysta, nauczyciel akademicki i polityk. Sekretarz ds. propagandy Zjednoczenia Patriotycznego „Grunwald”, przewodniczący Partii X Patriotów Polskich.

## Życiorys
Urodził się 18 stycznia 1936 roku w Kaliszu w rodzinie oficera Wojska Polskiego Stefana Kosseckiego h. Rawicz (1889–1940) i Jadwigi z domu Zaremby (1895–1979). Pod koniec lat 40. znalazł się pod wpływem intelektualnym przyjaciela rodziny, pochodzącego z ormiańskiej rodziny ziemiańskiej Piotra (właśc. Jana) Bogdanowicza (1905–1985), przedwojennego członka zarządu krajowego Młodzieży Wszechpolskiej i od 1935 Zarządu Okręgowego Stronnictwa Narodowego we Lwowie, a w okresie okupacji niemieckiej wykładowcy tajnego Uniwersytetu Ziem Zachodnich.

### Wykształcenie i praca zawodowa
W 1958 ukończył studia na Wydziale Budownictwa Przemysłowego Politechniki Śląskiej w Gliwicach, po czym został zatrudniony na tej uczelni jako asystent, a następnie jako starszy asystent. Był tam zatrudniony do 1960.
W 1961 krótko pracował w biurze projektów „Separator” w Gliwicach. Następnie rozpoczął studia doktoranckie w Instytucie Podstawowych Problemów Techniki PAN w Warszawie. Pracę doktorską pt. Jednowymiarowy ruch dyslokacji, przygotowaną pod kierunkiem Henryka Zorskiego, obronił w 1967. W IPPT PAN pracował jako adiunkt do 1973. Opublikował w tym czasie kilkanaście artykułów naukowych z zakresu mechaniki teoretycznej. Zmienił dyscyplinę naukową z nauk technicznych na nauki społeczne. W późniejszym czasie znacząco rozwinął i uogólnił teorie Mariana Mazura opracowując m.in. ogólną jakościową teorię informacji, oraz teorię procesu cybernetycznego. W 1969 opracował własną teorię cywilizacji, która wydana została w 1996 jako Podstawy nauki porównawczej o cywilizacjach.
W 1973 jako docent został pracownikiem naukowym w Międzywydziałowym Instytucie Nauk Społeczno-Politycznych Wyższej Szkoły Pedagogicznej w Kielcach. W latach 70. propagował cybernetykę społeczną m.in. w ramach fakultatywnych wykładów objazdowych w głównych ośrodkach akademickich kraju. W latach 1972–1987 wykładał cybernetykę społeczną na Wydziale Dziennikarstwa i Nauk Politycznych Uniwersytetu Warszawskiego.
Po likwidacji Zakładu Cybernetyki na początku lat 80. był pracownikiem Zakładu Socjologii Instytutu Nauk Politycznych WSP w Kielcach. W pierwszej połowie lat 80. z powodu działalności politycznej był przez 4 lata na bezpłatnym urlopie w macierzystej uczelni. W 1982 prowadził zlecone wykłady na temat wojny informacyjnej w Wyższej Szkole Nauk Społecznych przy KC PZPR. Później miał również prelekcje w Wojskowej Akademii Politycznej i Akademii Sztabu Generalnego.
W 1985 został członkiem organizacji ORMO. Po roku został szefem szkolenia w dzielnicy Warszawa – Śródmieście. Stworzył i zrealizował w latach 1986–1988 program szkolenia członków ORMO w prawie wszystkich ministerstwach. Prowadził także wykłady w Wyższej Szkole Oficerskiej MSW w Legionowie.
Jako pracę awansową napisał książkę Cybernetyka społeczna, wydaną w części w 1973, zaś w całości 2 lata później. Na podstawie specjalnej procedury obowiązującej wówczas dla tzw. nauk niedysertabilnych (takich, dla których nie było rady kompetentnej do nadawania habilitacji z danej dziedziny), przyznano mu tytuł docenta. Recenzentem jego dorobku naukowego dla Centralnej Komisji Kwalifikacyjnej był Marian Mazur. Początkowo Kossecki był docentem kontraktowym, zaś od 1977 docentem mianowanym przez ministra.
Zajmował się politologią, a zwłaszcza teorią sterowania społecznego (cybernetyką społeczną). Od połowy lat 90. dużo uwagi poświęcał metacybernetyce. Był promotorem kilkuset prac naukowych.
W 2001 przeszedł na emeryturę. Podjął następnie m.in. współpracę z naukowcami z Ukrainy.
Za działalność naukową był wyróżniany nagrodami Ministra Nauki, Szkolnictwa Wyższego i Techniki. Był członkiem Polskiego Towarzystwa Cybernetycznego, w jego ramach w połowie lat 80. prowadził m.in. kurs cybernetyki społecznej w Sekcji Psychocybernetyki PTC, a także członkiem Stowarzyszenia Dziennikarzy RP.

## Działalność polityczna
W czerwcu 1957 według własnej relacji nawiązał kontakt z Walentym Majdańskim, a w sierpniu 1957 spotkał się z Bogdanowiczem, Wiesławem Chrzanowskim, Przemysławem Górnym, o. Leonem Szelągiem i być może Leonem Mireckim w duszpasterstwie marianów w Sanktuarium Maryjnym na Wiktorówkach pod Rusinową Polaną w Tatrach Wysokich, gdzie uczestniczył w rozmowach o odtworzeniu obozu narodowego. Od tego czasu był rozpracowywany przez Służbę Bezpieczeństwa. W 1957/1958 wygłosił dla duszpasterstwa studentów referat o konflikcie kosmopolityzmu z nacjonalizmem, oparty na koncepcjach Feliksa Konecznego, Leona Petrażyckiego, Oswalda Spenglera i Arnolda J. Toynbeego. W 1958 wraz z m.in. Przemysławem Górnym współtworzył tajną narodową organizację pod nazwą Liga Narodowo-Demokratyczna, a następnie organizował jej warszawski oddział. Był wtajemniczony w przyjazd do Polski w tym samym roku w celach organizacyjnych delegata emigracyjnego Stronnictwa Narodowego z USA, adwokata Jana Optata Sokołowskiego. 7 maja 1960 został wraz z innymi działaczami Ligi Narodowo-Demokratycznej aresztowany przez Służbę Bezpieczeństwa, a 29 maja 1961 po tajnym procesie skazany na karę dwóch lat pozbawienia wolności. W więzieniu przebywał do 19 grudnia 1961. 19 lutego 1992 Sąd Najwyższy dokonał jego rehabilitacji.
W 1974 wstąpił do PZPR, do której należał aż do jej rozwiązania w 1990. Od końca lat 70. do końca lat 80. był prezesem Towarzystwa Kultury Moralnej, walczącego z przerywaniem ciąży. W 1980 rozpoczął działania w zorganizowanym pod patronatem Komitetu Warszawskiego PZPR Klubie Partyjnej Inteligencji Twórczej „Warszawa 80”. W latach 1980–1981 publikował w „Biuletynie” Komitetu Warszawskiego PZPR. Wchodził w pierwotny skład redakcji tygodnika Rzeczywistość. W 1983 został sekretarzem ds. propagandy Zjednoczenia Patriotycznego „Grunwald”, był również I sekretarzem podstawowej organizacji partyjnej PZPR w tymże stowarzyszeniu. Od 1987 był członkiem Obywatelskiego Konwentu Konsultacyjnego przy przewodniczącym Rady Narodowej m. st. Warszawy.
Od lat 70. publikował wiele artykułów prasowych w prasie PRL-owskiej (np. „Trybuna Ludu”, „Walka Młodych”, „Prawo i Życie”, „Rzeczywistość”, „Żołnierz Wolności”, „Wojsko Ludowe)”, a także w biuletynach informacyjnych KW PZPR, ZP „Grunwald” oraz Towarzystwa Kultury Moralnej. Od lat 90. publikował głównie w organie prasowym Partii X oraz w prasie o charakterze narodowym.
W 1990 roku po zawieszeniu działalności LND wstąpił do Partii X. Od 1991 był członkiem Reprezentacji Krajowej Partii X, a 16 grudnia 1991 został zastępcą Stanisława Tymińskiego. W wyborach parlamentarnych w 1993 bez powodzenia kandydował z warszawskiej listy Partii X do Sejmu uzyskując 3112 głosów. Od 1995 do momentu rozwiązania Partii X w 1999 pełnił w niej funkcję przewodniczącego organizacji. W tym czasie Partia X zmieniła nazwę na „Partia X Patriotów Polskich”. W 1999 wycofał się z życia politycznego.
Od końca lat 90. prowadził pod szyldem Narodowej Akademii Informacyjnej (NAI) „latające seminaria”, poświęcone nauce o cywilizacjach, demografii, socjocybernetyce i wojnie informacyjnej.
Zmarł 18 listopada 2015 i został pochowany na cmentarzu komunalnym Północnym w Warszawie kwatera W VI 4113/14

## Współpraca z SB
W latach 1963–1978 był zarejestrowany jako tajny współpracownik Służby Bezpieczeństwa ps. „X”, „Rybak” i konsultant ps. „Rybak”.

## Ważniejsze publikacje
- Cybernetyka społeczna, t. I. Wyd. Centralny Ośrodek Metodyczny Studiów Nauk Politycznych, Warszawa 1973.
- Cybernetyka kultury. Wyd. PIW, Warszawa 1974. Seria: Biblioteka Myśli Współczesnej.
- Cybernetyka społeczna. PWN, Warszawa 1975.
- Kossecki J., (red.) 1976, Cybernetyka społeczna. Wyd. WSP w Kielcach, Kielce.
- Tajemnice mafii politycznych. Wyd. Iskry, Warszawa 1978.
- Wzajemne oddziaływania sterownicze państw jako układów samodzielnych. Wyd. WSP, Kielce 1980.
- Problemy sterowania społecznego. Wyd. PZGraf. RSW, Warszawa 1980.
- Cybernetyka społeczna. Wyd. 2 rozsz., PWN, Warszawa 1981. ISBN 83-01-02314-7
- Gry sił i interesów w historii. Wyd. Iskry, Warszawa 1981. ISBN 83-207-0287-9
- Refleksje o reformie systemu sterowania społecznego w Polsce. Wydawnictwa Rady Uczelnianej SZSP UW, Warszawa 1981.
- Geografia opozycji politycznej w Polsce w latach 1976-1981. Wyd. MON, Warszawa 1983. Seria: Ideologia Polityka Obronność. ISBN 83-11-07019-9
- Tajniki sterowania ludźmi. Wyd. KAW, Warszawa 1984. ISBN 83-03-00422-0 Fragmenty
- Granice manipulacji. Wyd. MAW, Warszawa 1984. ISBN 83-203-1280-9
- Jak sterować społeczeństwem. Wyd. MAW, Warszawa 1984. ISBN 82-203-1799-1
- Elementy historii trockizmu. Biuletyn A-Z, nr 1-2. Wyd. Wydział Organizacyjny ZG ZSMP, Zespół Informacji, Warszawa 1985.
- Tajemnice mafii politycznych. Wyd. 2 rozsz., Wyd. Szumacher, Kielce 1991.
- Korzenie polityki. Wyd. RON, Warszawa 1992.
- Kossecki J., Tymiński S., Plan „X”. Polska potrzebuje gospodarza!. Wyd. b.d., Warszawa, 1992.
- Podstawy nauki porównawczej o cywilizacjach. Wyd. WZiA WSP, Kielce 1996.
- Cybernetyczna analiza systemów i procesów społecznych. Wyd. WZiA WSP, Kielce 1996.
- Totalna wojna informacyjna XX wieku a II RP [Rzeczpospolita Polska]. Wyd. WSP, Kielce 1997.
- Historia systemu sterowania społecznego Kościoła katolickiego. Wyd. Pomorskie Towarzystwo Edukacyjne FAMA, Bydgoszcz 1999. ISBN 83-910680-1-3
- Wpływ totalnej wojny informacyjnej na dzieje PRL. Wyd. b.d., Kielce 1999. (Obszerne fragmenty dotyczące manipulacji nauką polską w okresie PRL, pdf)
- Elementy nowoczesnej wiedzy o sterowaniu ludźmi. Socjotechnika, socjocybernetyka, psychocybernetyka. Skrypt dla oficerów policji. Wyd. WZiA Akademii Świętokrzyskiej, Kielce 2001. ISBN 83-87798-18-5
- Podstawy nowoczesnej nauki porównawczej o cywilizacjach. Socjologia porównawcza cywilizacji. Wyd. Śląsk Sp. z o.o. Wydawnictwo Naukowe, Katowice 2003. ISBN 83-7164-387-X
- Metacybernetyka. Wyd. na prawach rękopisu, Kielce-Warszawa 2005; Wyd. Narodowa Akademia Informacyjna, Warszawa 2015. ISBN 978-83-940955-2-9
- Naukowe podstawy nacjokratyzmu. Wyd. HarFOR, Warszawa 2014. ISBN 978-83-940955-0-5

## Życie prywatne
Pochodził ze szlacheckiej rodziny Kosseckich herbu Rawicz (dawniej używana była nazwa Rawa).
W 1965 ożenił się z Elżbietą z domu Sulimierską (profesorem Instytutu Podstawowych Problemów Techniki PAN). Mieli pięcioro dzieci: Annę, Marię, Stefana, Pawła, oraz Jadwigę.